# BAE Systems Tempest

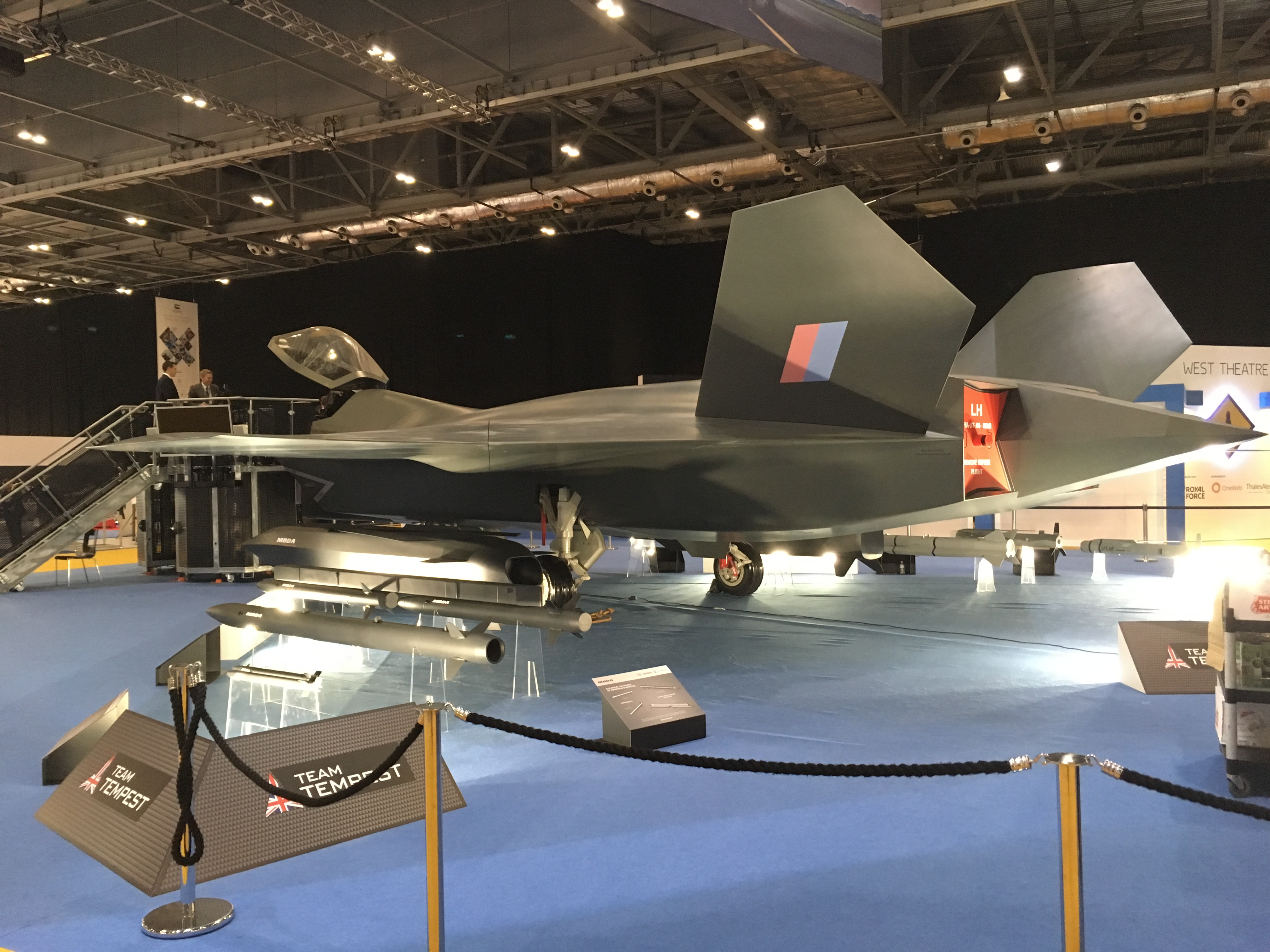
Fullskalemodell.

BAE Systems Tempest  är ett föreslaget stridsflygplan som är under utveckling i Storbritannien för brittiska Royal Air Force och italienska flygvapnet (AMI). Tempest utvecklas av ett konsortium som kallas "Team Tempest", bestående av Storbritanniens försvarsministerium, BAE Systems, Rolls-Royce, Leonardo S.p.A. och MBDA, och är planerat att tas i bruk från 2035 och ersätta Eurofighter Typhoon som är i tjänst i både RAF och AMI. Två miljarder pund kommer att spenderas av den brittiska regeringen på projektet till 2025.

## Utveckling
Flygplanet Tempest tillkännagavs av den brittiska försvarsministern Gavin Williamson den 16 juli 2018 vid Farnborough Airshow som en del av Combat Air Strategy. Det kommer att bli en sjätte generationens stridsflygplan som innehåller flera nya tekniker, inklusive smygteknik, valfri bemanning, svärmande drönare, riktade energivapen och hypersoniska vapen.
RAF hade ett stridsflygplan med samma namn under andra världskriget som också var en efterföljare till en Typhoon.
Den 19 juli 2019 undertecknade Sverige och Storbritannien ett samförståndsavtal för att utforska sätt att gemensamt utveckla sjätte generationens luftstridsteknik.  Italien meddelade sitt deltagande i Projekt Tempest den 10 september 2019, under DSEI 2019.  Avsiktsförklaringen undertecknades mellan de brittiska deltagarorganen och italienska deltagande företag (Leonardo Italy, Elettronica, Avio Aero och MBDA Italy).
Vid Farnborough Airshow (FIA Connect) i juli 2020 meddelade Storbritanniens försvarsminister Ben Wallace att sju nya företag gick med i Team Tempest-konsortiet: GEUK, GKN, Collins Aerospace, Martin Baker, QinetiQ, Bombardier och Thales UK, tillsammans med brittiska universitet och små och medelstora företag. Tillsammans kommer företagen att utveckla mer än 60 teknologiprototyper och demonstrationsaktiviteter. Hittills har programmet sysselsatt 1 800 och förväntas öka till 2 500 fram till 2021.
Den 20 juli 2020 satsade Saab en halv miljard kronor på att bygga upp ett utvecklingscentrum i Storbritannien för utveckling av teknik kring både nuvarande Gripen och kommande Tempest.

## Design
Tempest kommer att kunna flyga obemannad och använda svärmningsteknik för att kontrollera drönare. Den kommer att innehålla artificiell intelligens med djupt lärande och ha riktade energivapen. En annan del av tekniken som designas i Tempest är så kallad Cooperative Engagement Capability, förmågan att samarbeta på slagfältet, dela sensordata och meddelanden för att samordna attack eller försvar. Tempest har en adaptiv cykel-motor och en virtuell cockpit som visas på en pilots hjälmmonterade skärm. En generator som levererar "oöverträffade nivåer" av elektrisk kraft har också utvecklats för flygplanet.
Några av Tempest-plattformens viktigaste designfunktioner inkluderar en något upphöjd bakre kroppsdel, för att rymma en "S-formad" kanal bakom sina dubbla motorinlopp, för att minska dess främre radartvärsnitt.